# Paso peruano

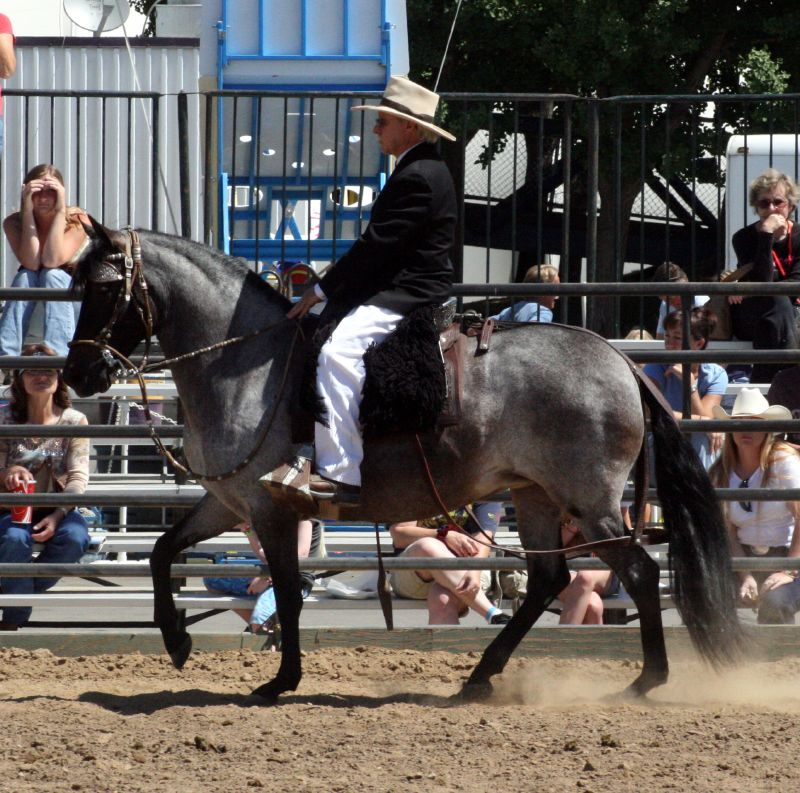
Een paso peruano

De paso peruano of het Peruaanse paard is een gangenpaardenras afkomstig uit Peru. Het ras staat bekend om zijn typische gangen de paso llano en de sobreandando. Dit zijn beide naar telgang neigende viertaktgangen, waarbij de sobreandando de snellere gang is.

## Geschiedenis
Het ras is ontstaan door invloed van de Spaanse en berberpaarden die in de 15e en 16e eeuw door conquistadores in Zuid-Amerika aan land werden gebracht. De paarden werden oorspronkelijk gebruikt door plantage-eigenaren. Door hun tredzekerheid en comfortabele gangen konden de ruiters moeiteloos de lange afstanden over het rotsachtige terrein afleggen.
Het ras werd honderden jaren in relatieve afzondering gefokt en is in Peru sinds 1992 erkend als cultureel erfgoed. De regio waar het voornamelijk gefokt werd ligt rond de plaats Trujillo. Tegenwoordig worden de paarden vooral gebruikt voor show en recreatie.

## Exterieur
De Peruaanse paso is een compact, ponyachtig paard met duidelijk Iberische afstamming. De paarden hebben over het algemeen een korte rug met een brede, rondgeribde romp. De hals is tevens vrij kort en breed en wordt opgericht gedragen. De schofthoogte varieert van 1,42 tot 1,52 m, met hier en daar een uitschieter naar boven. De hengsten zijn over het algemeen groter en breder dan de merries.
De manen en de kuif zijn vol. De staartaanzetting is vrij laag. In feite zijn binnen dit ras alle kleuren toegestaan, maar te veel witte aftekeningen of vlekken worden niet erg gewaardeerd.

## Karakter
De temperamentvolle combinatie van levendigheid, trots, werklust en toewijding aan de ruiter wordt in het Spaans brio genoemd. Het paard heeft een goed uithoudingsvermogen en kan voor lange ritten gebruikt worden.

## Medisch
De aandoening DSLD komt bij Peruaanse paso's met enige regelmaat voor. DSLD staat voor 'Degenerative Suspensory Ligament Dismitis'. Deze aandoening is een progressieve en onomkeerbare aantasting van de pezen in de koot van het paard. Deze pezen worden tijdens het verloop van de aandoening steeds zwakker tot het paard uiteindelijk niet meer pijnloos kan lopen en zal moeten worden ingeslapen. Deze aandoening komt ook in andere paardenrassen voor.

Pasa peruano
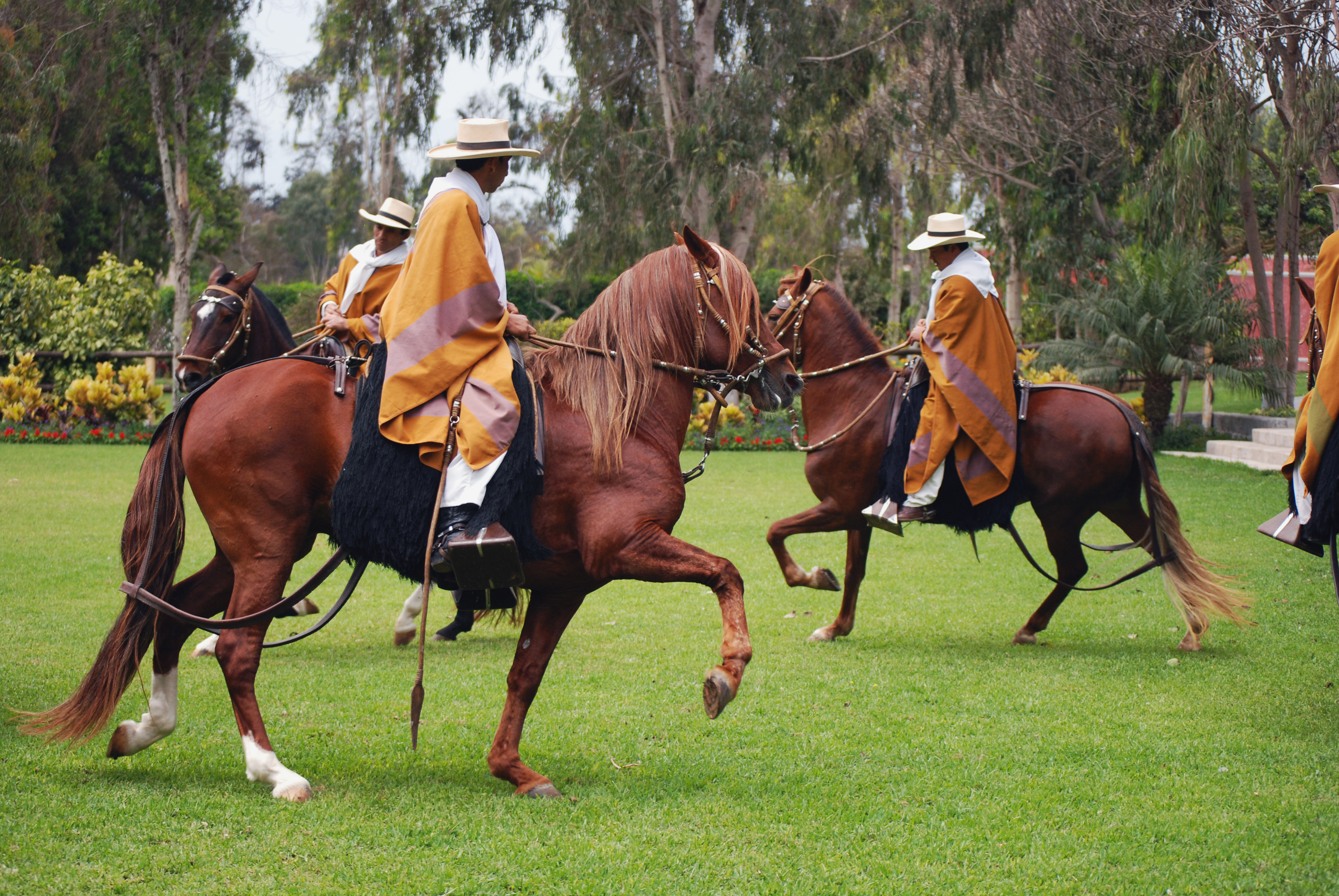
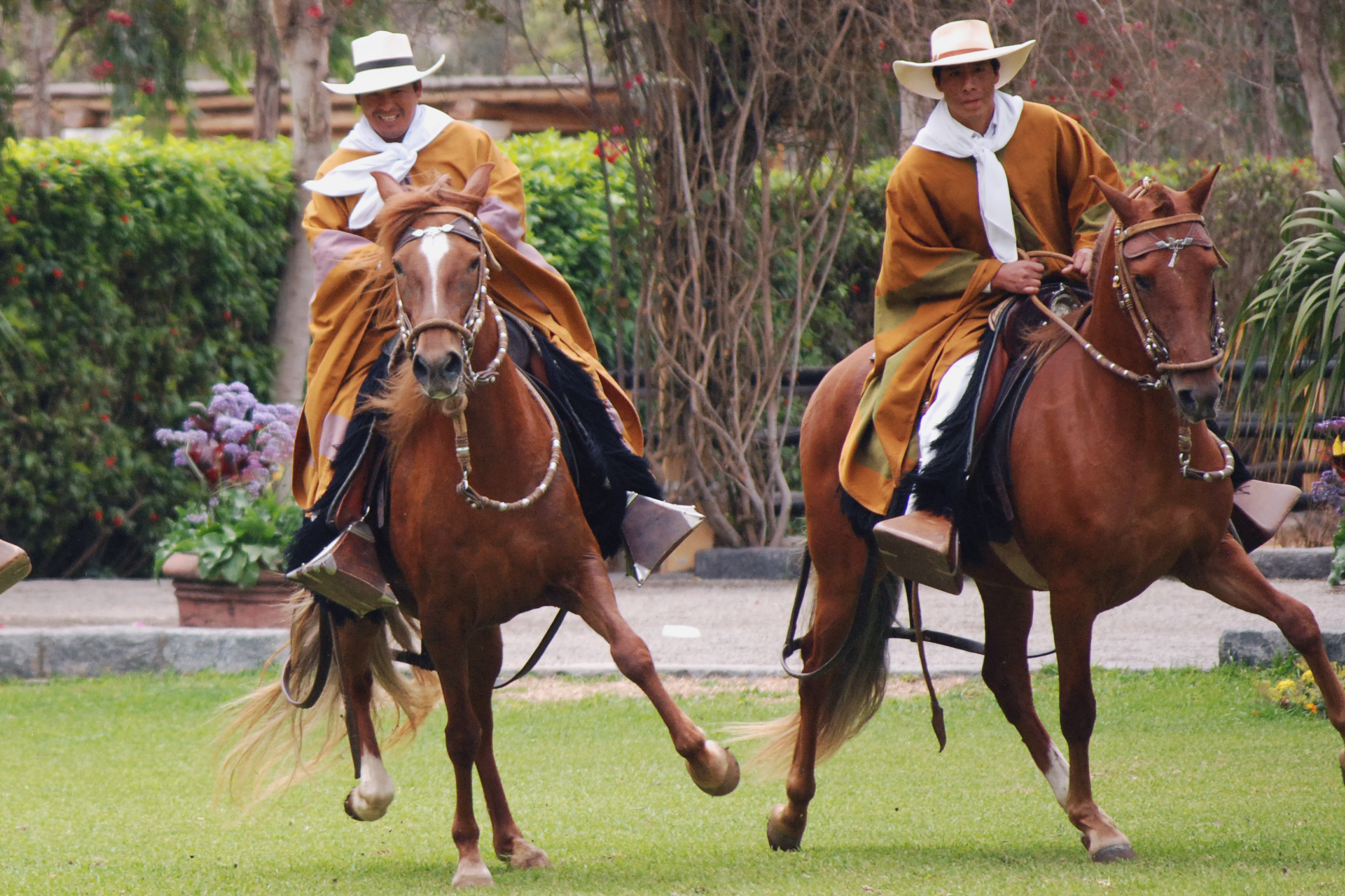
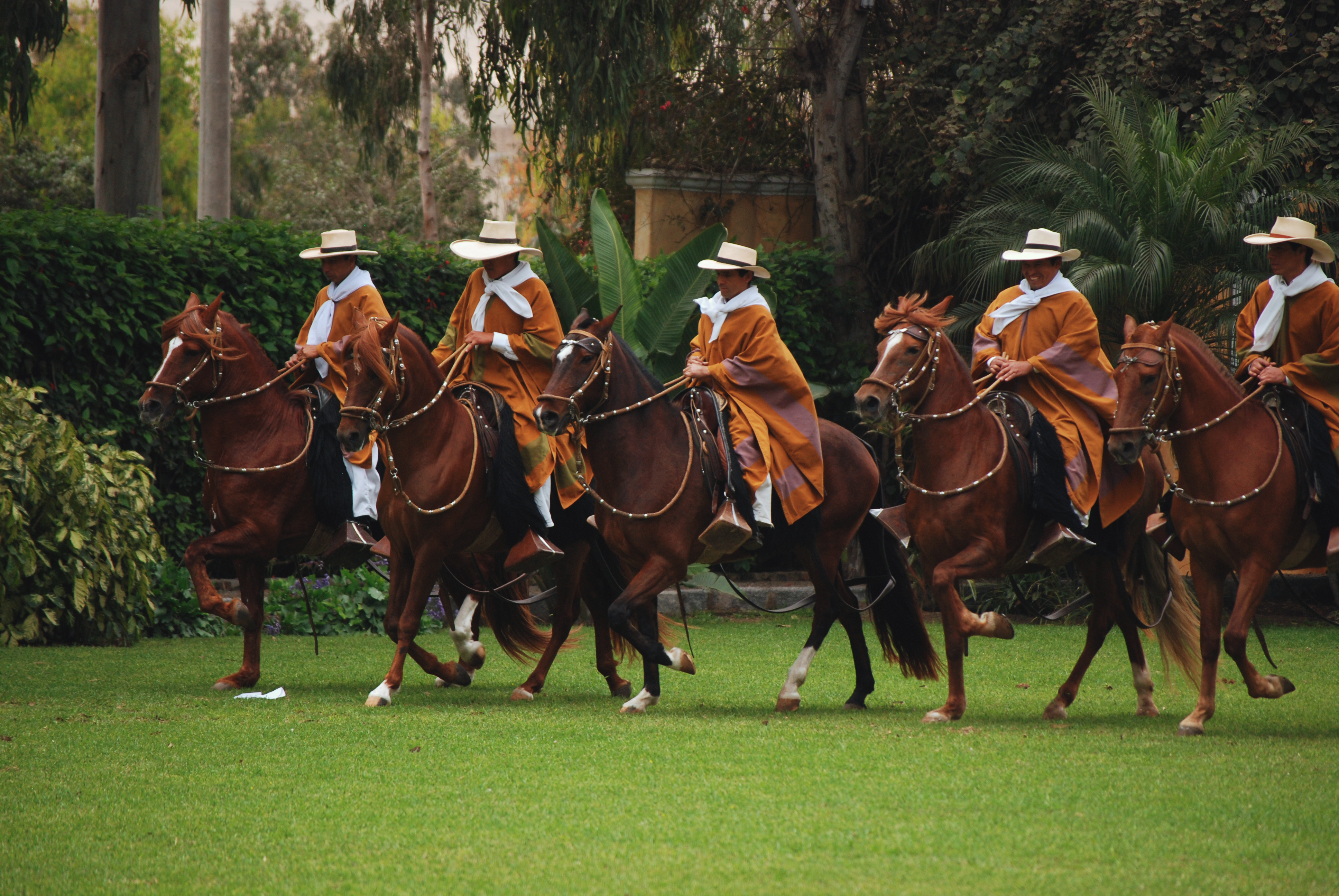